# Pleurophascum grandiglobum
Pleurophascum grandiglobum là một loài rêu trong họ Pleurophascaceae. Loài này được Lindb. mô tả khoa học đầu tiên năm 1875.